# Wingspan
Wingspan è un gioco da tavolo in stile tedesco di Elizabeth Hargrave e pubblicato nel 2019 da Stonemaier Games. L'edizione in italiano è a cura di Ghenos Games.
Wingspan è un gioco di collezionismo ornitologico; ha avuto numerosi apprezzamenti per la grafica e i materiali di gioco, la rappresentazione accurata degli habitat degli uccelli, vincendo nel 2019 il premio Kennerspiel des Jahres (miglior gioco per esperti dell'anno in Germania).

## Modalità di gioco
Wingspan è un gioco per 1-5 persone. In esso i giocatori assegnano gli uccelli, che sono rappresentati da 170 carte illustrate, agli habitat della foresta, della prateria e delle zone umide. Nel corso di quattro round i giocatori mettono gli uccelli nei tre diversi habitat, che sono rappresentati da file sulla plancia di ogni giocatore con spazio per cinque uccelli ciascuno.
I giocatori possono svolgere quattro tipi di azione: pescare nuovi uccelli, mettere gli uccelli dalla loro mano nel loro habitat, raccogliere cibo e deporre le uova, che devono essere spese per giocare con gli uccelli.
I giocatori guadagnano punti per ogni carta uccello giocata, per gli obiettivi raggiunti durante ogni round e durante l'intero gioco, e per le uova, il cibo e le carte accumulate sotto altre carte, che rappresentano la raccolta di cibo e la predazione da parte degli uccelli di un giocatore.

## Sviluppo e pubblicazione
Il gioco è stato ispirato dalle visite dell'autrice del gioco al Lago Artemesia vicino a dove vive nel Maryland, dove avrebbe creato carte personali degli uccelli che ha osservato lì, con la dimensione del set di dati che raggiunge quasi 600 righe per 100 colonne. I poteri speciali conferiti dagli uccelli nel gioco ricordano da vicino le caratteristiche uniche degli uccelli reali documentati dagli sforzi di Hargrave.

### Espansioni
Wingspan: Espansione Europea è la prima espansione, pubblicata nel 2019. Aggiunge 81 nuove carte di uccelli europei al mazzo delle carte uccello del gioco base, 10 nuovi obiettivi e 5 carte bonus, introducendo nuovi meccanismi e nuovi poteri degli uccelli.
Wingspan: Espansione Oceania è la seconda espansione, annunciata a gennaio 2020 e pubblicata in Italia nel dicembre 2020. Questa espansione include nuove plance giocatore e introduce un nuovo tipo di cibo. Vengono aggiunti anche nuovi obiettivi, carte bonus, uova di un nuovo colore e 95 carte uccello.
A fine 2022 è stata pubblicata la terza espansione, Wingspan Asia, ambientata nel continente asiatico. La pubblicazione è prevista per il quarto trimestre del 2022. Essa include 90 nuove carte uccello, 14 carte bonus e due modalità di gioco inedite: un'espansione per giocare fino a 7 giocatori (modalità stormo) e un gioco indipendente per giocare in 1-2 giocatori (modalità duetto).

### Adattamenti
La prima versione digitale del gioco è stata pubblicata a gennaio 2019 su Tabletopia. Successivamente, nel febbraio 2019, il gioco è stato distribuito anche su Steam.
A dicembre 2019 è stata pubblicata su Tabletopia anche la versione digitale della prima espansione. Poi, a gennaio 2020, l'espansione è stata resa disponibile anche su Steam.

### Titoli derivati
Il 29 marzo 2024 è stato pubblicato Wyrmspan, una re-implementazione di Wingspan a tema draghi e viverne (wyrm, in inglese). Wyrmspan mantiene gran parte delle regole dell'originale.
Il 9 gennaio 2025 viene annunciato, sul canale YouTube di Stonemaier Games, una nuova versione a tema ittico: Finspan. La data di uscita è fissata per il 22 gennaio 2025.

## Accoglienza
Il gioco ha ricevuto recensioni favorevoli e consensi diffusi. Il critico di giochi da tavolo Matt Thrower ha definito Wingspan "il gioco più caldo dell'anno", e Said Al-Azzawi del Los Angeles Times lo ha definito "uno dei giochi più acclamati dell'anno dall'industria dei giochi da tavolo".
Anche a livello di vendite il gioco ha ottenuto importanti numeri. In tutte le lingue diverse, escluse le espansioni, il materiale promozionale o gli accessori aggiuntivi, nel 2019 ha venduto circa 299 000 copie, mentre nel 2020 sono state vendute 447 000 copie.

## Riconoscimenti
Wingspan ha vinto i seguenti premi e avuto i seguenti riconoscimenti:
- Kennerspiel des Jahres 2019: gioco vincitore[24]
- Deutscher Spiele Preis 2019: vincitore del premio Best Family / Adult Game[25]
- International Gamers Award 2019: gioco candidato multigiocatore nella categoria Strategia generale[26]
- Nederlandse Spellenprijs 2019: gioco candidato al miglior gioco per esperti[27]
- Golden Geek Award 2019: gioco vincitore nella categoria Board Game of the Year, Artwork Presentation, Card Game, Family Game, Solo Game, Strategy Game, Innovative ed Expansion[28]